# Pietro Chiari
Pietro Chiari (* 25. Dezember 1712 in Brescia; † 31. August 1785 ebenda) war ein italienischer Dichter und Romanautor.
Pietro Chiari gehörte den Jesuiten an, wurde später Weltgeistlicher und lebte von 1747 bis 1762 in Venedig. 1748 nahm Chiari seine Arbeit als Bühnenautor der Truppe Giuseppe Imers am Teatro San Samuele in Venedig auf. Dort inszeniert er La scuola delle vedove, eine Parodie von Goldonis Vedova scaltra.
1754 wurde er in Venedig durch den Herzog von Modena Francesco III. d’Este zum Hofpoeten gekrönt. Er verfasste in einer kurzen Reihe von Jahren mehr als 60 Lustspiele, durch die er mit Carlo Goldoni zu wetteifern suchte. 
Pietro Chiari lebte zuletzt wieder in Brescia.
Seine dramatischen Arbeiten erschienen gesammelt als Commedie (Venedig 1756, 10 Bände, und Bologna 1759–62), wozu noch Nuova raccolta di commedie (Venedig 1762) und Tragedie (Bologna 1792) kamen.